# Rafael Cabral
Rafael Cabral Barbosa (Sorocaba, 20 mei 1990) – alias Rafael – is een Braziliaans voetballer die als doelman speelt. Hij verruilde in 2013 Santos voor SSC Napoli. In 2014 debuteerde hij voor Brazilië.

## Clubcarrière
Rafael komt uit de jeugdopleiding van Santos. Hij debuteerde voor Santos op 2 juni 2010 tegen Cruzeiro EC. Op 11 juli 2013 werd de doelman voor een bedrag van 5 miljoen euro verkocht aan Italiaanse SSC Napoli. Hij tekende een vijfjarig contract bij Napoli. Tijdens het seizoen 2013/14 was de Braziliaans international tweede keeper na Pepe Reina, die gehuurd werd van Liverpool. Sinds de start van het seizoen 2014/15 is Rafael de eerste doelman van SSC Napoli.

## Interlandcarrière
Rafael debuteerde voor Brazilië op 30 mei 2012 tegen de Verenigde Staten. Brazilië won met 4-1. Hij zat in de Braziliaanse selectie voor de Olympische Spelen 2012, maar moest afhaken door een blessure.
| Interlands van Rafael Cabral voor Brazilië | Interlands van Rafael Cabral voor Brazilië | Interlands van Rafael Cabral voor Brazilië | Interlands van Rafael Cabral voor Brazilië | Interlands van Rafael Cabral voor Brazilië | Interlands van Rafael Cabral voor Brazilië | Interlands van Rafael Cabral voor Brazilië |
| №                                          | Datum                                      | Wedstrijd                                  | Uitslag                                    | Soort wedstrijd                            | Doelpunten                                 | Assists                                    |
| Als speler bij Santos FC                   | Als speler bij Santos FC                   | Als speler bij Santos FC                   | Als speler bij Santos FC                   | Als speler bij Santos FC                   | Als speler bij Santos FC                   | Als speler bij Santos FC                   |
| ------------------------------------------ | ------------------------------------------ | ------------------------------------------ | ------------------------------------------ | ------------------------------------------ | ------------------------------------------ | ------------------------------------------ |
| 1.                                         | 30 mei 2012                                | Brazilië – Verenigde Staten                | 4-1                                        | Vriendschappelijk                          | 0                                          | 0                                          |
| 2.                                         | 3 juni 2012                                | Mexico - Brazilië                          | 0-2                                        | Vriendschappelijk                          | 0                                          | 0                                          |
| 3.                                         | 9 juni 2012                                | Argentinië - Brazilië                      | 4-3                                        | Vriendschappelijk                          | 0                                          | 0                                          |

## Erelijst
| Competitie          |        |         |        |        |
| Competitie          | Aantal | Jaren   |        |        |
| Santos              | Santos | Santos  | Santos | Santos |
| ------------------- | ------ | ------- | ------ | ------ |
| Copa Libertadores   | 1x     | 2011    |        |        |
| Recopa Sudamericana | 1x     | 2012    |        |        |
| Copa do Brasil      | 1x     | 2010    |        |        |
| Napoli              |        |         |        |        |
| Coppa Italia        | 1x     | 2013/14 |        |        |
| Supercoppa          | 1x     | 2014    |        |        |